# Neklasificirani bantoid jezici
Neklasificirani bantoid jezici (privatni kod: unbd), podskupina od (4) bantoid jezika iz Nigerije koji unutar nje nisu pobliže podklasificirani. Sva ova četiri jezika govore se u državi Taraba. 
- Áncá ili bunta [acb], može biti isti kao manta [myg]. 300 (2006).
- Buru [bqw], 1.000.
- Kwak ili bùkwák [kwq], može biti isti kao yamba [yam]. Broj govornika nepoznat.
- Nshi [nsc]. može biti isti kao wushi [bse]. Broj govornika nepoznat.

Prije su se kao neklasificirani bantoid jezici vodili i busuu [bju] i cung [cug]

## Vanjske poveznice
- Ethnologue (14th)
- Ethnologue (15th)